# Hiroki Narabayashi
Hiroki Narabayashi (født 14. januar 1988) er en japansk fodboldspiller.
Han har spillet for flere forskellige klubber i sin karriere, herunder Fujieda MYFC.